# 크루세이더스 FC
크루세이더스 풋볼 클럽(영어: Crusaders Football Club)은 북아일랜드 벨파스트를 연고지로 하는 북아일랜드의 세미 프로 축구 클럽이다. 현 감독인 스티븐 백스터는 2005년부터 지휘봉을 잡아왔으며, 이는 구단 역사상 가장 오랜 시간 동안 감독직을 수행한 것으로 기록되어 있다. 클리프턴빌 FC과 라이벌 관계이며, 두 팀의 경기는 노스 벨파스트 더비 (North Belfast derby)로 잘 알려져 있다.

## 선수 명단

### 현역
- 벤 케네디(2020 ~ )
- 빌리 조 번즈(2014 ~ )
- 조단 오웬스(2007 ~ )
- 폴 히틀리(2012 ~ )